# Lita (lutadora)
Amy Christine Dumas (nascida em 14 de Abril de 1975), mais conhecida pelo seu nome artístico Lita, é uma ex-lutadora de luta-livre americana. Induzida ao Hall da Fama da WWE em 2014, Dumas é considerada uma das maiores lutadoras femininas da história da WWE.
Depois de trabalhar brevemente em circuitos independentes e no Extreme Championship Wrestling, Dumas assinou com a World Wrestling Federation em 1999. Originalmente, ela foi aparelhada com Essa Rios, mas ela alcançou maior destaque ao lado de Matt e Jeff Hardy como parte do Team Xtreme. Ao longe de sua carreira, ela ganhou o WWE Women's Championship quatro vezes. Durante o seu mandato com a empresa, Lita se tornou uma das wrestlers mais populares da empresa.
Dumas tinha um relacionamento na vida real com Matt Hardy, que terminou em 2005, depois de um caso com Adam Copeland/Edge.
A história entre o trio foi usada pela WWE ao longo de 2005 e 2006, o que levou Dumas a ser vaiada pelo público pela primeira vez em sua carreira, a fazendo se tornar uma heel. A relação também levou à demissão de Hardy em 2005, embora ele foi recontratado no final daquele ano. Ela se aposentou dos ringues em tempo integral em 2006. Ela então fez algumas aparições no circuito independente antes de retornar à WWE em 2007, fazendo aparições ocasionais, lutando esporadicamente em combates e sendo induzida ao Hall da Fama da WWE em 2014. De 2022 a 2023, ela atuou de forma parcial, conquistando o Campeonato de Duplas Femininas da WWE com Becky Lynch em 2023, tornando-se assim a primeira mulher induzida ao Hall da Fama a conquistar um campeonato de duplas após sua indução. Ela também trabalhou como produtora e treinadora na empresa.
Depois de sua aposentadoria do wrestling em 2006, ela formou uma banda de punk rock chamada The Luchagors. A banda lançou seu CD de estreia em 11 setembro de 2007.

## Início de vida
Amy Christine Dumas frequentou várias escolas diferentes durante toda a sua infância e adolescência, terminando o ensino médio em Lassiter Hight School seis meses antes da formatura. Ela se formou em educação na Universidade do Estado da Geórgia, mas retirou-se em 1993, porque ela sentiu que era muito parecido com o ensino médio.
Mais tarde, em Washington, DC, Dumas tocou guitarra e baixo em várias bandas, e trabalhou como roadie de uma banda por cinco anos. Ela começou a ter aulas de judô e começar a treinar wrestling.

## Carreira profissional no Wrestling

### Treinamento e circuitos independentes (1999)
Dumas começou a se interessar no wrestling depois de assistir Rey Mysterio, Jr., um luchador mexicano, lutando em um episódio da WCW Monday Nitro da World Championship Wrestling. Ela viajou para o México em 1998, para aprender mais sobre o esporte e como lutar. Dumas financiou a sua formação, dançando em um clube com o pseudônimo de Misty. Durante a sua estada no México, Dumas treinou com vários lutadores, incluindo Kevin Quinn, Miguel Pérez e Ricky Santana. Após a conclusão da sua formação, Dumas fez várias aparições com a Empresa Mexicana de la Lucha Libre.
Depois de voltar para os Estados Unidos, Dumas começou a trabalhar como valet em circuito independente. Ela trabalhou na Maryland Championship Wrestling (MCW), sob o nome de ringue Angelica, onde era manager de Christopher Daniels. Ela também fez aparições na NWA Mid-Atlantic, onde conheceu Matt e Jeff Hardy, que se ofereceram para treinar com ela.

### Extreme Championship Wrestling (1999)
Na primavera de 1999, ela foi abordada por Paul Heyman, o proprietário e booker da Extreme Championship Wrestling (ECW). Dumas estreou na ECW com o nome de Miss Congeniality, como namorada de Danny Doring. Dumas mais tarde começou a usar o nome Angelica, e fez sua estreia no pay-per-view em 18 de julho no Heat Wave, onde Doring, como parte da storyline a pediu em casamento. Dumas foi apresentado ao wrestler veterano Dory Funk, Jr. por Rob Van Dam, e Funk convidou-a para participar de sua escola de wrestling, a The Funkin' Conservatory. Dumas frequentou a escola do Funk ao lado de vinte e três homens, e formou-se na escola em 1999. Enquanto isso, Funk e sua esposa compilou imagens de vídeo de Dumas, enviando para a World Wrestling Federation. A Federação ficou impressionada com Dumas, e em 1 de novembro de 1999 assinou um contrato de desenvolvimento com ela.

### World Wrestling Federation / Entertainment (1999–2006, 2007–present)

#### Team Xtreme and Women's Champion (1999–2000)

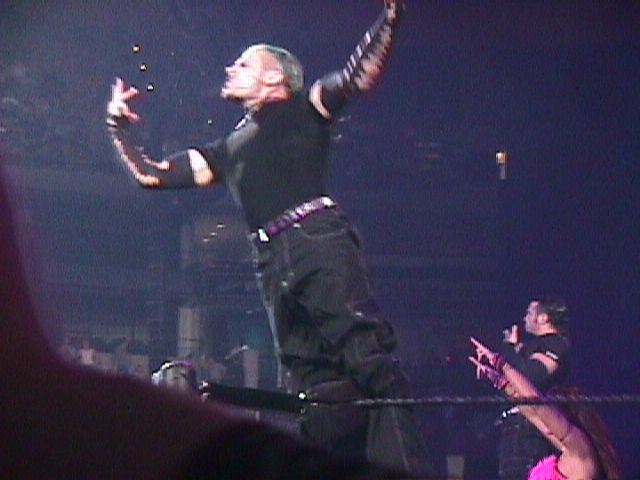
Os Hardys no King of the Ring 2000

Depois de aperfeiçoar suas habilidades na Memphis Championship Wrestling, Dumas começou a atender pelo nome de ringue Lita e atuar como manager de Essa Rios. Lita e Rios fizeram sua estreia na WWF em 13 de fevereiro no epísodio de 2000 do Sunday Night HEAT, onde Rios ganhou o WWF Light Heavyweight Championship de Gillberg. Lita imitou seus movimentos, nomeadamente o moonsault e hurricanrana, imediatamente depois que ele havia realizado em um adversário. Essa Rios e Lita tinham uma rivalidade com Eddie Guerrero e Chyna, o que levou a um combate pelo European Championship entre Rios e o então campeão Guerrero no Backlash, com Rios perdendo. Em maio de 2000, um enredo foi desenvolvido em que Lita encontrou Rio brincando com o The Godfather ("O poderoso Chefão") e suas "enxadas", criando uma tensão entre eles. Rios eventualmente aplicou um powerbomb em Lita depois que ela inadvertidamente lhe custou um combate. Como parte do enredo, Lita se juntou aos Hardy Boyz (Matt e Jeff), formando uma stable denominada por Team Xtreme. Como membra do Team Xtreme, Lita desenvolveu uma imagem mais "alternativa", vestindo calças largas com um fio dental, que ficava acima de suas calças, claramente exposto. Durante seu tempo com o Team Xtreme, Lita tornou-se a única mulher a estar fisicamente envolvida em uma Tables, Ladders, and Chairs match na WWE.
Em junho de 2000, o Team Xtreme começou uma rivalidade com o a dupla T & A (Test e Albert), com Lita iniciando uma feud com a manager da dupla, Trish Stratus. A rivalidade se desenvolveu por bastante tempo entre as duas mulheres, que durou até Stratus se aposentar em 2006. A história terminou pouco depois do Fully Loaded, onde Lita realizou pinfall em Trish em um combate de intergender tag team match. Posteriormente, Lita começou a rivalizar com a WWF Women's Champions Stephanie McMahon-Helmsley. No evento principal do RAW is WAR em 21 de agosto de 2000, Lita derrotou Stephanie com um moonsault para ganhar o WWE Women's Championship (1956–2010) pela primeira vez em sua carreira. A partida também contou com The Rock sendo árbitro especial e uma constante interferência de Triple H e Kurt Angle.
Lita segurou o Women's Championship por 73 dias chegando a defendê-lo com sucesso contra Jacqueline em uma hardcore match em 9 de outubro. No curso de seu reinado, Lita se envolveu na briga entre Edge e Christian contra os Hardy Boyz. Em retaliação por suas interfêrencias frequentes em seus combates, Edge e Christian custaram Lita seu Women's Championship, ajudando Ivory derrotá-la em uma fatal four way match em 2 de novembro no SmackDown. Ivory estava em uma conservadora stable chamada Right to Censor durante esse tempo. Lita tentou recuperar o título em várias ocasiões, lutando contra Ivory no Survivor Series e Rebellion, mas era atrapalhada por Steven Richards, o mentor de Ivory. Ela passou o resto do ano em um enredo com pretenso pretendente Dean Malenko, desafiando-o para um combate sem sucesso pelo WWF Light Heavyweight Championship.
Lita continuou a rivalidade com Dean Malenko no início de 2001, e ela o derrotou em uma partida normal em 19 de fevereiro num episódio do Raw is War com a ajuda de Matt Hardy. Após o combate, Hardy beijou Lita, começando uma relação com ela como na vida real durante o enredo. O casal lutou em várias partidas de intergender tag team durante todo o início do ano.

#### Aliança com Trish Stratus; lesão (2001-2004)
Em julho de 2001, Lita e Trish Stratus uniram forças num combate contra Stacy Keibler e Torrie Wilson, membras da The Alliance: Extreme Championship Wrestling e World Championship Wrestling, wrestlers que estavam invadindo a WWF como parte de uma história de invasão. No evento Invasion em 22 de Julho, Lita e Stratus derrotaram Keibler e Wilson na primeira tag team bra and panties match (luta de sutiã e calcinha, na qual o objetivo é deixar a adversária de roupas íntimas para vencer). Durante a The Invasion, Lita, Stratus e Jacqueline rivalizaram com Keibler, Wilson, Ivory e Mighty Molly. O enredo terminou em 18 de novembro no Survivor Series, onde Lita participou de um combate six pack challenge pelo WWF Women's Championship, que havia se tornado vago por Chyna no início do mês; Stratus venceu a partida e o título.
No final de 2001, os Hardy Boyz começaram a se desentender. Lita serviu como arbitro em um combate entre os dois no Vengeance em 9 de dezembro. Jeff venceu a partida após Lita não perceber que Matt havia posto sua perna sobre a corda durante o pinfall. Continuando o enredo na noite seguinte no Raw, Matt derrotou Lita e Jeff em uma handicap match, pouco depois de informar Lita que o relacionamento entre eles havia acabado. Em 17 de dezembro no Raw, Jeff e Lita foram afastados do ringue devido a lesões num combate pelo título entre Jeff e o WWF Hardcore Champion The Undertaker. A lesão tanto de seu irmão e sua ex-namorada levou Jeff a uma reconciliação com eles, e em 20 de dezembro no SmackDown, Matt enfrentou The Undertaker, mas também sofreu uma lesão. Todos os três membros da Team Xtreme ficaram foram de programação durante várias semanas.
Os Hardy Boyz, juntamente com Lita, retornaram em fevereiro de 2002. Lita voltou à sua perseguição do WWF Women's Champioship em março de 2002, fazendo sua estreia no ringue WrestleMania na WrestleMania X8 em 17 de março contra Stratus e a WWF Women's Champion Jazz em uma partida que Jazz venceu ao derrotar Lita.

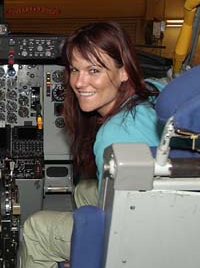
Dumas posando para uma foto na Guarda Nacional Aérea do Kansas em Forbes Field, em Topeka, Kansas

Em 6 de abril de 2002, Dumas sofreu uma lesão nervosa pitada durante as filmagens de uma cena de luta para um papel na temporada final do programa de televisão Dark Angel. O ensaio exigia que ela realizasse um hurricanrana que seria usado em um episódio, no entanto, o dublê de Dumas falhou enquanto ela balançava, fazendo-a sofrer uma lesão em seu pescoço e ombros. Depois que ela passou por uma tomografia computadorizada, foi revelado que ela havia sofrido três rachaduras em suas vértebras, necessitando de cirurgia. Em 30 de Abril, Dumas passou por uma cirurgia no pescoço com o Dr. Lloyd Youngblood, onde ele usou uma seção de seu quadril para fundir sua C5 e C6 vértebras. Ela passou o ano sobre reabilitação, fazendo aparições no Sunday Night HEAT como comentarista desde outubro de 2002. Em 21 de abril de 2003 no Raw, Lita entrou em um novo enredo, ela foi demitida de seu cargo de comentarista no Sunday Night HEAT pela gerente geral Eric Bischoff, depois dela rejeitar seu pedido para ela seguir os passos de Torrie Wilson e posar para a Playboy.
Ela voltou ao ringue de uma ausência de 17 meses em 15 de setembro, no Raw, salvando Trish Stratus de um ataque de Molly Holly e Gail Kim. Co-gerente geral Stone Cold Steve Austin mais tarde explicou para Eric Bischoff que tinha recontratado Lita. No evento Unforgiven em 21 de setembro, Lita e Stratus derrotaram Holly e Kim em uma tag team match. Lita rivalizou com Holly no final de 2003, onde sem sucesso a enfrentou no Survivor Series em 16 de novembro pelo Women's Championship. Em 17 de novembro no Raw, Lita e Matt Hardy foram reunidos depois de Hardy ser transferido do SmackDown! para o Raw. Continuando a história, Holly desafiou Lita e Hardy para uma intergender tag team match com Bischoff para mais tarde naquela noite. Bischoff mais tarde acrescentou a estipulação de que Lita iria ganhar direito a um combate pelo título caso ganhasse o combate, mas seria demitida se perdesse. Hardy e Lita perderam o combate depois que Hardy recusou-se a realizar tag com Lita, declarando que Lita se importava mais com o Women's Championship do que com ele. Lita foi recontratado mais tarde naquela noite, Christian fez com que Bischoff recontratasse Lita. Uma semana depois, Lita perdeu para Victoria na primeira steel cage match das mulheres na história da WWE, devido à interferência de Hardy.
Lita e Christian pareciam estar desenvolvendo uma relação, assim como Stratus e Chris Jericho. Posteriormente, Stratus e Lita participaram de uma intergender tag team match como parceiras em 1 de dezembro no Raw. Após a partida, Stratus ouviu Jericho conversando com Christian sobre quem poderia dormir com sua respectiva mulher pela primeira vez. Uma semana depois, Stratus e Lita confrontaram os homens sobre suas ações, levando a uma briga entre os dois homens e as mulheres, que resultou em uma "Batalha dos Sexos" match no Armageddon, onde as mulheres perderam. Na noite seguinte elas tiveram direito a uma revanche, mas acabou em no contest.

#### Enredo com Kane e Matt Hardy (2004–2005)
Lita competiu na divisão feminina em todo o início de 2004, ganhando uma battle royal para se tornar a concorrente ao Women's Championship em 5 de abril no Raw, mas foi derrotada por Victoria em 18 de abril no Backlash. Na noite seguinte, no Raw, Lita se uniu com Matt Hardy quando Hardy atacou Kane, na tentativa de impedi-lo de prejudicar Lita, começando uma nova storyline envolvendo o trio. Nas semanas seguintes, Kane começou a agredir repetidamente Hardy e tentando seduzir Lita. Durante esse tempo, também havia uma grande quantidade de fãs entre a tensão sutil acontecendo entre Lita e Trish Stratus, com Stratus provocando Lita em segments nos bastidores, o que levou as duas Divas a serem colocadas em um combate fatal 4-way pelo Women's Championship (também devido ao enredo de Kane e Lita). Durante a storyline, ele sequestrou Lita e a prendeu amarrada nos bastidores, e ele convenceu Eric Bischoff a dar um combate para Lita pelo Women's Championship em 13 de junho no evento Bad Blood junto com Gail Kim, Victoria e Trish Stratus, onde Stratus venceu. Na noite seguinte, no Raw, Lita revelou que estava grávida. Uma semana mais tarde, Hardy ia propor Lita em namoro, mas foi interrompido por Kane, que afirmou ser o pai da criança de Lita. Dois meses mais tarde, revelou-se que Kane era, na verdade, o pai. Hardy e Kane rivalizaram durante vários meses, culminando em uma "Till Death Do Us Part" match em 15 de agosto no SummerSlam, com a estipulação de que Lita seria obrigada a se casar com o vencedor da luta. Kane venceu a partida, levando a ele e Lita a se casarem com um outro no Raw de 23 de agosto de 2004. Apesar de ser casada com Kane, Lita sempre ajudava seus oponentes durante seus combates. Em 13 de setembro no Raw, Lita teve um aborto espontâneo depois de Gene Snitsky bater em Kane com uma cadeira, resultando em Kane cair sobre Lita. O aborto levou Lita e Kane a juntarem forças para se vingarem de Snitsky.

Com o enredo da gravidez, Lita voltou à divisão feminina em novembro de 2004. Através do enredo em junho de 2004 a novembro de 2004, houve vários segmentos onde Lita tinha sido provocada e assediada por Trish Stratus, mas sendo incapaz de retaliar corretamente devido sua gravidez. Isto envolveu a ser insultada durante um chá de bebê, onde Trish levou outras vilãs ao evento para insultar Lita, também interrompendo o casamento forçado de Lita com Kane. Em novembro de 2004 as duas começaram a rivalidade, após Stratus chamar Lita de "gordinha" por causa do ganho de epso da gravidez, onde Lita finalmente se vingou atacando Stratus nos bastidores. Lita enfrentou Stratus no Survivor Series, onde devido sua fúria de se vingar de Stratus, Lita estava mais preocupada em fazer o máximo de dano possível, levando a sua desqualificação. A rivalidade continuou, e em 6 de dezembro Lita derrotou Stratus no evento principal do Raw, ganhando pela segunda vez o WWE Women's Championship. Durante o curso do combate, Lita aplicou de maneira errada um suicide dive, mas escapando de ferimentos graves. Este movimento foi usado mais tarde no evento New Year's Revolution em uma revanche contra Stratus, que alegou "Lita teve que praticamente se matar só para me vencer". Este combate é considero um dos, se não, o melhor combate pelo Women's Championship na história da WWE. A partida também foi usada para segmentos de treinamento de Divas, para mostrar as novas divas da WWE como significa a influência do combate em termo de desempenho. Esta foi também a segunda vez que Lita ganhou o título, sendo também a segunda vez que ela ganhou o título em um evento principal. No entanto o reinado de Lita chegou ao fim em quase um mês, termianndo em 9 de janeiro de 2005 no New Year's Revolution, para se tornar seis vezes campeã, a recordista. No decorrer do combate, Lita rasgou seu ligamento cruzado anterior esquerdo depois de executar um Thesz Press para fora do ringue, o que resultou em uma lesão que a deixou incapaz de participar adequadamente do combate, fazendo Stratus e Lita terminar o combate improvisadamente. Originalmente, o resultado do combate era para que Lita perdesse antes mesmo da lesão, e que a rixa entre elas prosseguiria até a WrestleMania 21 quando Lita reconquistaria o título.
Lita voltou voltou a WWE em março de 2005, aliando-se a Christy Hemme que estava no meio de um enredo com Stratus, tendo ambas uma disputa na WrestleMania 21. Originalmente, era para Stratus e Lita se confrontarem nesse evento, no entanto Lita não foi capaz de participar por causa de sua lesão. No entanto, Lita foi envolvida no enredo com Christy revelando que Lita estava a treinando. No evento, Hemme foi derrotada por Stratus. Na noite seguinte no Raw, Stratus exigiu uma revanche contra Hemme pelo Women's Championship, no entanto, Stratus pediu a revanche só para nocautear Christy com um chute antes da partida começar. Com raiva, apesar de sua lesão, Lita atacou Stratus trocando socos com ela. Lita teve sua lesão ainda mais agravada depois que Stratus atacou a região. Através das semanas seguintes, Lita não pode voltar aos ringues, mas fez seu marido Kane atormentar Trish como vingança. Durante esse tempo, houve um famoso segmento no Madison Square Garden em abril de 2005, quando Stratus pediu Lita para vir ao ringue para que ela se desculpasse por tudo que havia feito com ela. Durante o segmento, Stratus falou várias coisas que não estavam no roteiro, com a multidão vaiando Lita devido ao vazamento na internet de seu caso com Adam Copeland. Após isso, mantendo-se fiel ao roteiro, Lita nocauteou Trish com suas muletas e seu marido veio ao ringue atacando Trish, mas Stratus foi salva por Viscera que ela havia contratado para protegê-la de Kane. Lita continuou a rivalizar com Stratus nas semanas seguintes, com ela acompanhando Kane ao ringue e Stratus acompanhando Viscera durante o Backlash em 1 de maio.

#### Relacionamento com Edge e aposentadoria (2005-2006)
A relação entre Lita e Kane durou até 16 de maio no Raw, quando Lita teve um heel turn ao trair Kane, ajudando Edge a derrotá-lo no final do Raw Gold Rush Tournament. Em 30 de maio no Raw, Lita anunciou que ela tinha pedido divórcio, fazendo também revelações sobre o desempenho de Kane em suas relações sexuais. Em seguida, ela tentou se casar com Edge em 20 de junho no Raw, mas a cerimônia de casamento foi interrompida por Kane em vingança sobre os dois, quando emergiu de baixodo ringue, destruindo a cerimônia, com Edge e Lita fugindo. O enredo com Kane terminou pouco tempo depois.
Na vida real, neste momento, Dumas tinha se envolvido em um relacionamento com Matt Hardy, mas o traiu com Adam Copeland (Edge). Em seguida, a WWE começou a utilizar essa traição como enredo em seus shows. Em Abril, Hardy foi liberado da WWE, mas foi recontratado meses depois. Lita continuou a atuar como valet de Edge, com Edge derrotando Hardy no SummerSlam. Em 3 de outubro no Raw, Edge com a ajuda de Lita derrotou Hardy em uma ladder match, com Hardy sendo obrigado a deixar o Raw como uma estipulação do combate. Edge derrotou John Cena para vencer o WWE Championship de 8 de janeiro no New Year's Revolution.
 Em 6 de fevereiro no Raw, Lita e Edge perderam para Cena e Maria. Ela continuou a gerir Edge em meados de 2006, muits vezes falando em seu nome durante a sua rivalidade com Mick Foley. Em maio de 2006, Foley juntou forças com Edge e Lita para derrotar os rivais de Foley da ECW, Terry Funk, Tommy Dreamer e Beulah McGillicutty no One Night Stand após Edge aplicar seu finalizador em Beulah. Em 14 de agosto no Raw, Lita ganhou pela terceira vez o Women's Championship após derrotar Mickie James. Ela perdeu o título para a rival de longa data, Trish Stratus, no Unforgiven em seu combate de aposentadoria. Na noite seguinte no Raw, o título se tornou vago com o início de um torneio para determinar a nova campeça. Lita venceu o torneio no Cyber Sunday ao derrotar Mickie James. Com o seu quarto reinado, Lita anunciou que seu último combate seria no Survivor Series, onde perdeu o combate para Mickie James.
Em uma entrevista realizada após o evento, no WWE.com, Edge anunciou que ele e Lita fariam sexo no meio do ringue no Raw na noite seguinte para celebrar sua vitória. No Raw, Edge realizou sua promessa em preliminares com Lita, até que foram interrompidos por Ric Flair, que chamou Edge de uma desgraça e "que ele era horrível na cama." Flair, no entanto, acabou no fim sendo jogado sobre as cadeiras da mesa dos comentárias, até Cena aparecer em seu auxílio e realizar um FU em Lita. O segmento de "celebração de sexo ao vivo" do Raw ganhou audiência de 5.2, a mais alta audiência do Raw em mais de um ano, fazendo Edge se auto proclamar o "campeão mais visto de sempre".

#### Aparições especiais (2007-presente)

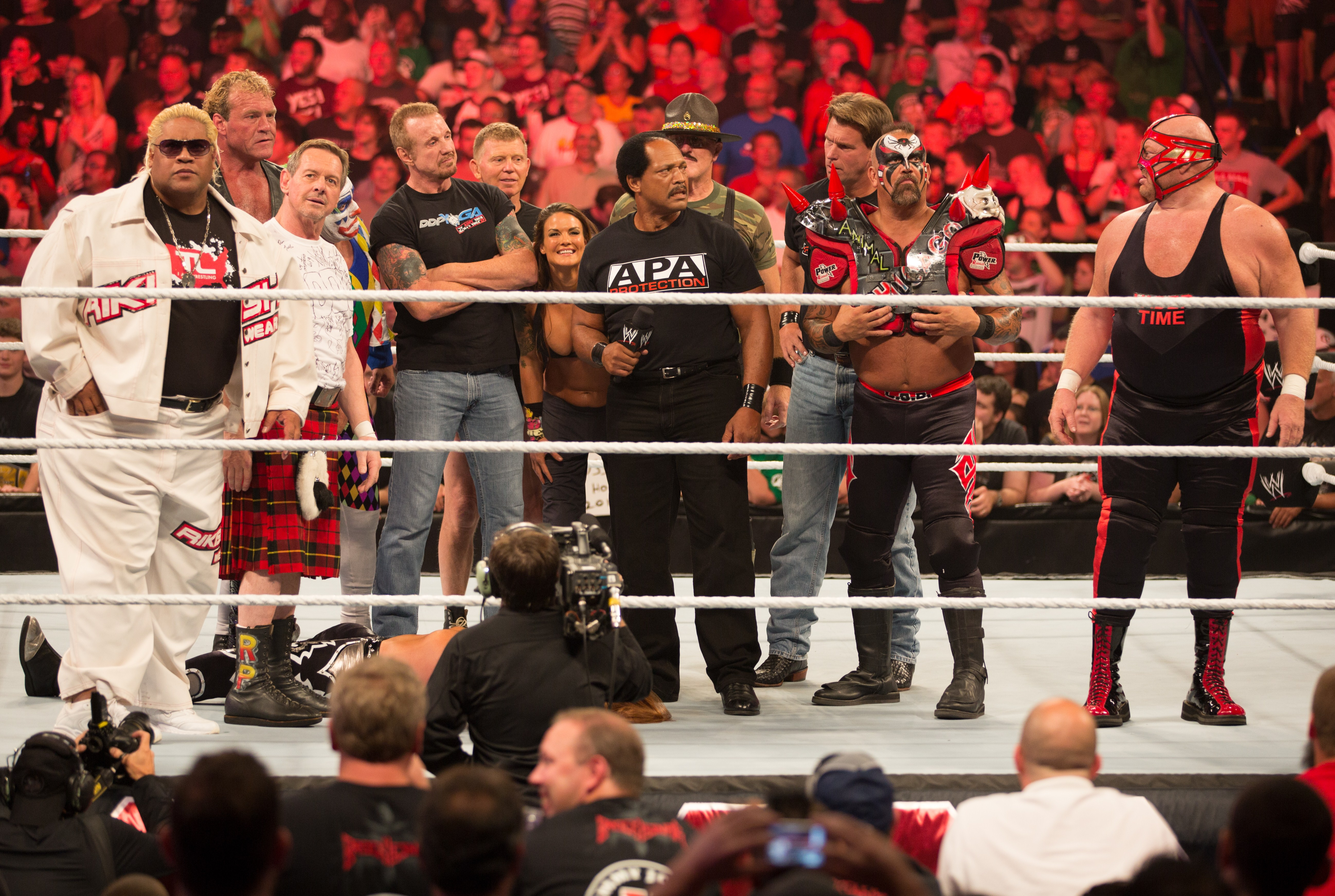
Lita (centro, entre Diamond Dallas Page e Ron Simmons), como uma das concorrentes veteranas de Heath Slater no Raw 1000.

Ela fez sua primeira aparição na WWE desde sua aposentadoria em 10 de dezembro de 2007, durante o 15º Aniversário do Raw em parceria com sua rival/amiga de longa data Trish Stratus para expulsar Jillian Hall do ringue. Mais tarde naquela noite, ela teve uma reunião nos bastidores com Kane, seu ex-marido de enredo. Ela também apareceu em 1 de novembro de 2010 no Raw, nos bastidores com Pee Wee Herman. Em 12 de dezembro de 2011, Lita apareceu como apresentadora do Slammy Award para a categoria "Divalicious Moment of 2011" no Raw, que foi entregue a Kelly Kelly por sua vitória ao WWE Divas Championship.
Dumas também apareceu na WWE WrestleMania Axxess, e mais tarde foi vista sentada na primeira fila com CM Punk no WWE Hall of Fame de 2012, levando a sua presença para a WrestleMania 28. Lita voltou no Raw 1000 derrotando Heath Slater em uma no disqualification e no countout match com a ajuda das lendas que Slater havia derrotado durante as últimas semanas, bem como APA. Ela também fez uma aparição no WWE Hall of Fame com CM Punk em 2013.

#### Retorno ao circuito independente (2007–2008, 2012–presente)

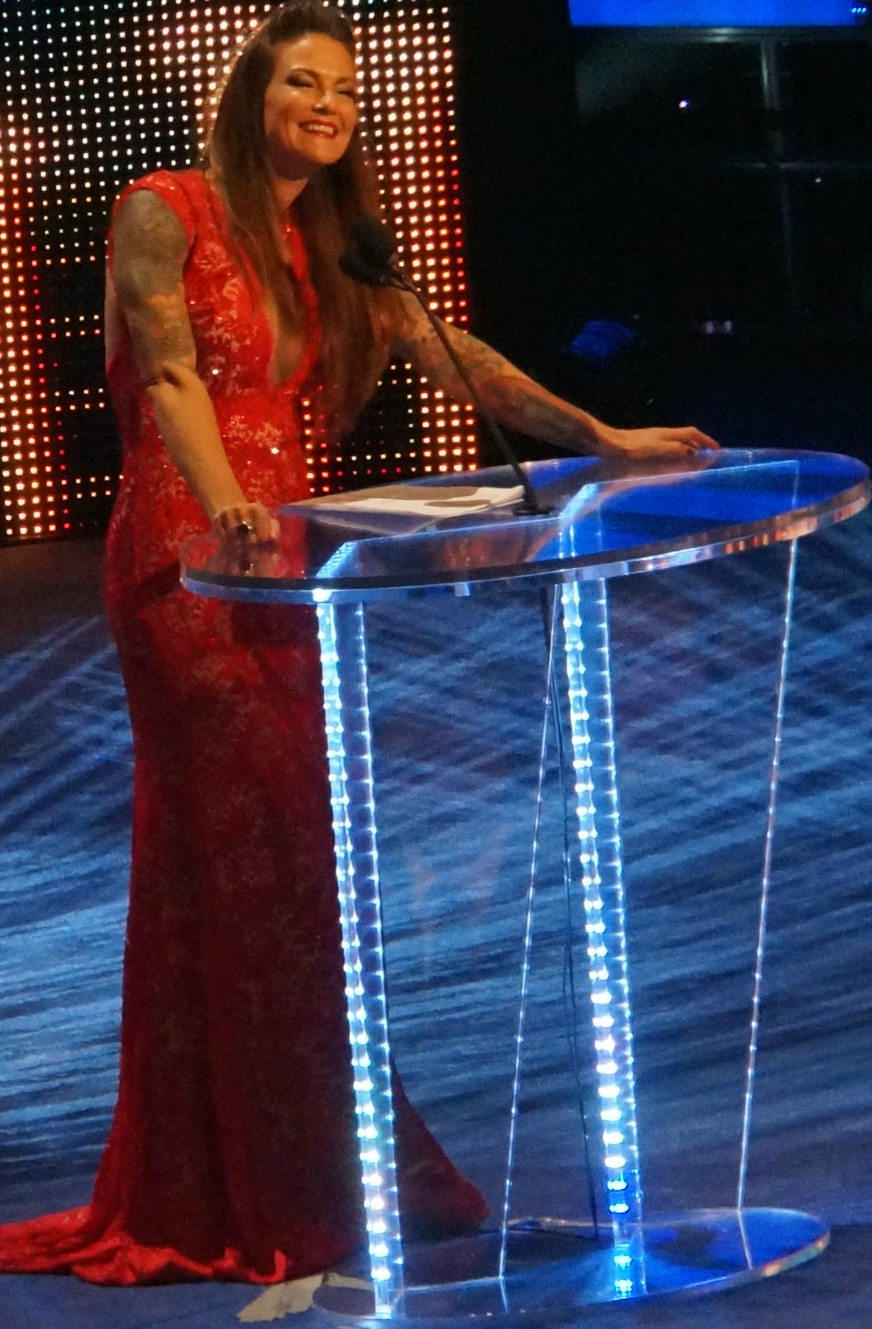
Lita sendo introduzida ao Hall da Fama da WWE

Dumas fez sua estreia para a United Wrestling Federation (UWF) em 21 de Abril de 2007, quando ela serviu como árbitra especial para um combate entre Christy Hemme e April Hunter. No dia seguinte, Dumas fez sua estreia no ringue em parceria com Jerry Lynn ganhando de Austin Starr e Christy Hemme. Ela também fez sua estreia para a Family Wrestling Entertainment em 28 de abril em uma edição do FWE Television, como árbitra especial para um combate onde Winter reteve o FWE Women's Championship contra Melina Perez.
Em 2014, Trish Stratus introduziu Lita ao Hall da Fama da WWE.

## Carreira musical
Dumas formou a banda The Luchagors no verão de 2006, que estreou em setembro de 2006 em um evento de rock n' wrestling chamado Rock -N- Shock na The Masquerade em Atlanta. Dumas usava um top estampado com o símbolo da banda durante a sua última partida na WWE. A banda lançou seu CD de estreia auto-intitulado "The Luchagors" em 11 de setembro de 2007.
Dumas contribuiu com vocais para a canção "From The Shadows" (que aparece na música ao lado de Dez Cadena do Black Flag/Misfits) do álbum de estreia Recognise da banda britânica JD & the FDCs, que foi lançado em julho de 2012. O vídeo da música foi lançado em março de 2013.

## Outras mídias
Lita foi destaque em junho de 2001 no vídeo e DVD chamado  Lita: It Just Feels Right. O vídeo contou com discussões sobre a carreira de Lita, apresentando vários de seus combates. A autobiografia de Dumas, escrita com Michael Krugman foi intitulado Lita: A Less Traveled R.O.A.D. – The Reality of Amy Dumas, publicado em 2003. O livro, que foi destaque na New York Times, abordou temas como a família, infância, carreira no wrestling, relacionamento com Matt Hardy e sua cirurgia no pescoço com a reabilitação.
Dumas também apareceu em uma variedade de programas de televisão, incluindo o seriado Dark Angel, Fear Factor, e o "WWF Superstars Edition" do The Weakest Link em 2002. Em 2004, ela apareceu em um episódio de Headbangers Ball.

## Vida pessoal
Ela fez uma cirurgia de aumento de mama no final de 1999. O cabelo de Dumas é naturalmente moreno, mas ela o tingiu para vermelho durante sua passagem pela WWF/E, permanecendo até os dias de hoje. Ela tem uma grande variedade de tatuagens: três olhos verdes de gárgula em seu bíceps superior direito, a palavra "punk" no interior de seu lábio inferior, e a palavra "iconoclasta" escrito em alfabeto cirílico russo na parte de trás de seu pescoço. Em 2007, ela adquiriu em seu visual uma luva na mão direita, com caveiras mexicanas, um dos quais tem logotipo da banda 7 Second's em sua testa. Ela tem dois piercings em sua língua e outros dois em seu nariz.
Dumas é conhecida por sua fascinação aos animais. Em 2003, ela fundou a caridade para animais intitulada "Amy Dumas Operation Rescue and Education (A.D.O.R.E.)".
Ela começou a namorar Matt Hardy em 1999. Por causa de seus diferentes horários de trabalho, eles tornaram o relacionamento sério somente após Dumas se juntar com a WWF em 2000. Em fevereiro de 2005, foi revelado que Dumas havia traído Hardy com seu colega de trabalho Adam "Edge" Copeland por vários meses. Pouco depois de Hardy assumir em público o incidente, ele foi liberado da WWE. Hardy foi recontratado vários meses depois com o relacionamento dos três servindo para um enredo dentro da empresa. Dumas também teve um relacionamento com o seu amigo de banda Shane Morton entre 2006 e 2008. Dumas ficou com CM Punk em torno de um ano durante 2009, porém ela voltou para Matt Hardy em março de 2010. Em abril de 2013, foi relatado que ela e Punk estavam juntos novamente. No entanto, eles romperam o namoro pouco tempo depois. Lita começou apresentando um programa de rádio chamado "Amy's Discoria" em 2013.

## No wrestling
- Finishers
  - Litasault (Moonsault)
  - Lita DDT Swinging Snap DDT
  - Twist of Fate (Enquanto manager de Matt Hardy)
- Signature
  - Diving crossbody
  - Headscissors takedown
  - Lita–canrana (Diving Hurricanrana)
  - Litabomb (Jackknife powerbomb)
  - Monkey flip
  - Rear naked choke
  - Reverse Twist of Fate (Inverted facelock neckbreaker slam)
  - Russian legsweep
  - Snap suplex
  - Spin–out powerbomb
  - Suicide dive
  - Superplex
  - Tilt–a–whirl slam
  - Tornado DDT
- Com managers
  - Poetry in Motion
- Managers
  - Christopher Daniels
  - El Dandy
  - Danny Doring
  - Amish Roadkill
  - Essa Rios
  - Matt Hardy
  - Jeff Hardy
  - Christian
  - Kane
  - Christy Hemme
  - Edge
  - Mick Foley
  - Randy Orton
- Música de entrada
  - "Electron" (WWF)
  - "Loaded" de Zack Tempest (Usado ainda quando estava na Team Extreme)
  - "It Just Feels Right" de Jim Johnston (WWF)
  - "Lovefurypassionenergy" de Boy Hits Car (WWE)
  - "Lovefurypassionenergy (Remix)" de Boy Hits Car (WWE)

## Títulos e prêmios
- Pro Wrestling Illustrated
  - Rivalidade do Ano (2005)[77]  vs. Matt Hardy
  - Mulher do Ano (2001)[78]
- World Wrestling Federation / World Wrestling Entertainment
  - WWF/E Women's Championship (4 vezes)[79]
  - WWE Women's Tag Team Championship (1 vez) — com Becky Lynch[80]
  - WWE Women's Championship Tournament (2006)[81]